# ᶓ
ᶓ, appelé epsilon crochet rétroflexe ou epsilon hameçon rétroflexe, est une lettre latine qui a été utilisée dans l'alphabet phonétique international à partir de 1947, rendue obsolète en 1976. En 1989, le symbole alternatif avec un crochet rhotique, ɛ˞, est officiellement adopté, tout comme pour les autres voyelles.

## Représentations informatiques
L’epsilon crochet rétroflexe peut être représenté avec les caractères Unicode suivants : 
- composé (Supplément phonétique étendu) :

| formes    | représentations | chaînes de caractères | points de code | descriptions                                       |
| --------- | --------------- | --------------------- | -------------- | -------------------------------------------------- |
| minuscule | ᶓ               | ᶓ                     | U+1D93         | lettre minuscule latine epsilon hameçon rétroflexe |

- avant l’ajout de U+1D93 à Unicode 4.1 en 2005, décomposé (Alphabet phonétique international, diacritiques) :

| formes    | représentations | chaînes de caractères | points de code | descriptions                                                            |
| --------- | --------------- | --------------------- | -------------- | ----------------------------------------------------------------------- |
| minuscule | ɛ̢               | ɛ◌̢                    | U+025B U+0322  | lettre minuscule latine epsilon diacritique hameçon rétroflexe souscrit |